# Tisíciletý dub (Ahníkov)
Tisíciletý dub byl prastarý památný strom v někdejší obci Ahníkov, kterou – stejně jako dub – zničila těžba hnědého uhlí. Byl považovaný za nejstarší a nejmohutnější dub okresu Chomutov.

## Základní údaje
- název: Tisíciletý dub, Dub v Ahníkově[2], Dub u Sklípku[1]
- výška: 19 m[1]
- obvod: 660 cm (130 cm)[1], 798 cm (30 cm)[1]
- věk: 500–600 let (odhad Milana Jindry a Josefa Lorbera)[1], ~1000 let (pověsti)

Dub rostl v obci Ahníkov, jejíž území dnes spadá pod obec Málkov. Během dvacátého století byl zobrazen na řadě pohlednic, jak starých lithografických z doby Rakousko-Uherska, tak i černobílých fotografiích z období první republiky a druhé světové války. Ve svých kresbách ho zachytil i akademický malíř Jaroslav Turek.
Památný strom i obec byly zničené po roce 1986 z důvodu rozšíření hnědouhelného Lomu Nástup – Tušimice.

## Stav stromu a údržba
Dub rostl u stylového hostince Sklípek, měl vysokou korunu a mohutné kořenové náběhy, mírně se nakláněl.

## Pověsti
Dub byl opředen řadou pověstí. Podle jedné pamatoval založení Kralup v 9. století, další jej označovala jako zbytek dubového háje v místech, kde po roce 1253 postavili templáři kamenný klášter. Podle jiné měl být zasazen po dobytí kláštera husity na Květnou neděli v roce 1421.